# 拟僧海豹属
拟僧海豹属（学名：Monachopsis）是海豹科下的一个属。

## 下属物种
本属包括以下物种：
- 本都拟僧海豹 Monachopsis pontica Eichwald, 1850